# Louvie-Juzon
Louvie-Juzon (wym. [luvjə-ʒyzõ]) – miejscowość i gmina we Francji, w regionie Nowa Akwitania, w departamencie Pireneje Atlantyckie.
Według danych na rok 1990 gminę zamieszkiwały 1014 osoby, a gęstość zaludnienia wynosiła 18 osób/km² (wśród 2290 gmin Akwitanii Louvie-Juzon plasuje się na 424. miejscu pod względem liczby ludności, natomiast pod względem powierzchni na miejscu 102.).